# Cycloctenidae
Famille
Les Cycloctenidae sont une famille d'araignées aranéomorphes.

## Distribution

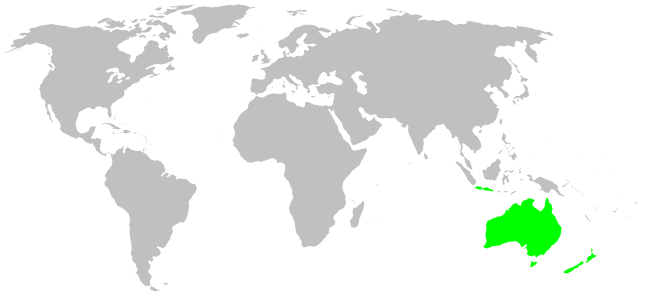
Distribution

Les espèces de cette famille se rencontrent en Océanie sauf Galliena montigena de Java en Indonésie.

## Paléontologie
Cette famille n'est pas connue à l'état fossile.

## Liste des genres
Selon World Spider Catalog (version 26, 25/02/2025) :
- Cycloctenus L. Koch, 1878
- Galliena Simon, 1898
- Orepukia Forster & Wilton, 1973
- Pacificana Hogg, 1904
- Pakeha Forster & Wilton, 1973
- Paravoca Forster & Wilton, 1973
- Plectophanes Bryant, 1935
- Toxopsiella Forster, 1964
- Uzakia Koçak & Kemal, 2008

## Systématique et taxinomie
Cette famille a été décrite par Simon en 1898 comme une tribu des Lycosidae. Elle est élevée au rang de famille par Lehtinen en 1967.
Cette famille rassemble 81 espèces dans neuf genres.

## Publication originale
- Simon, 1898 : Histoire naturelle des araignées. Paris, vol. 2, p. 193-380 (texte intégral).